# Ferula mongolica
Ferula mongolica là một loài thực vật có hoa trong họ Hoa tán. Loài này được (V.MVinogr. & Kamelin) V.M.Vinogr. & Kamelin mô tả khoa học đầu tiên năm 1990.